# Jekaterina Poistogova
Jekaterina Ivanovna Poistogova-Zavjalova (Russisch: Екатери́на Ива́новна Поисто́гова-Завья́лова), Nizjni Novgorod, 1 maart 1991) is een Russische atlete, die is gespecialiseerd in zowel de 800 als de 1500 m. Ze vertegenwoordigde haar vaderland op de Olympische Spelen van 2012 in Londen.

## Carrière
Poistogova, toen nog Jekaterina Zavjalova geheten, deed voor het eerst internationaal van zich spreken op de Europese kampioenschappen voor junioren in 2009 in Novi Sad, waar zij op de 800 m de bronzen medaille veroverde. Een jaar later werd zij op de wereldkampioenschappen voor junioren in het Canadese Moncton op dezelfde afstand achtste.
In 2011 boekte Jekaterina Zavjalova haar eerste grote succes door tijdens de Europese kampioenschappen voor atleten jonger dan 23 jaar zowel de 800 als de 1500 m op haar naam te schrijven.
Een jaar later maakte de inmiddels getrouwde Jekaterina Poistogova op de Spelen in Londen deel uit van de Russische delegatie en wist zij zich op de 800 m opnieuw te onderscheiden door achter haar landgenote Maria Savinova (goud in 1.56,19) en de Zuid-Afrikaanse Caster Semenya (zilver in 1.57,23) wederom brons te veroveren in een persoonlijke recordtijd van 1.57,53.
Poistogova viel tijdens de wereldkampioenschappen in haar thuisland in 2013 buiten het podium. Ze werd vijfde in een seizoensbeste prestatie van 1.58,05. Bij de EK van 2014 in Zürich werd de Russische met zes honderdste van een seconde afgetroefd door Joanna Jóźwik in de finale van de 800 m. Ze werd vierde in 1.59,69.

## Dopinggebruik
Op 9 november 2015 stelde het Antidopingagentschap WADA voor om Jekaterina Poistogova levenslang te schorsen voor dopinggebruik. Volgens een onderzoekscommissie van het WADA zou de Russische overheid betrokken zijn geweest bij het knoeien met de where-abouts van Russische atleten en dopingcontroles hebben gemanipuleerd, of geheel laten verdwijnen. Ook functionarissen in de top van de IAAF zouden betrokken zijn geweest bij het verdonkeremanen van de resultaten van dopingcontroles van Russische atleten, waaronder die van Poistogova. De onderzoekscommissie heeft de informatie over mogelijke criminele activiteiten in dit verband inmiddels overgedragen aan Interpol.

## Titels
- Europees kampioene U23 800 m - 2011
- Europees kampioene U23 1500 m - 2011
- Russisch indoorkampioene 800 m - 2012

## Persoonlijke records
Outdoor
| Afstand | Tijd    | Datum            | Plaats     |
| ------- | ------- | ---------------- | ---------- |
| 400 m   | 52,96   | 29 mei 2014      | Sotsji     |
| 800 m   | 1.57,53 | 11 augustus 2012 | Londen     |
| 1500 m  | 4.00,11 | 17 juni 2012     | Zjoekovski |

Indoor
| Afstand | Tijd    | Datum            | Plaats       |
| ------- | ------- | ---------------- | ------------ |
| 600 m   | 1.28,83 | 24 december 2011 | Omsk         |
| 800 m   | 2.00,73 | 27 februari 2012 | Moskou       |
| 1000 m  | 2.36,97 | 3 februari 2013  | Moskou       |
| 1500 m  | 4.13,10 | 14 januari 2012  | Tsjeljabinsk |

## Palmares

### 800 m
Kampioenschappen
- 2009:  EJK te Novi Sad - 2.04,59
- 2010: 8e WJK - 2.05,56 (in ½ fin. 2.04,33)
- 2011:  EK U23 te Ostrava - 1.59,41
- 2012:  OS - 1.57,53 (na DSQ Maria Savinova)
- 2013: 4e WK - 1.58,05 (na DSQ Maria Savinova)
- 2014: 4e EK - 1.59,69

Diamond League-podiumplekken
- 2013:  Bislett Games – 1.59,39
- 2014:  Athletissima – 1.58,79

### 1500 m
Kampioenschappen
- 2009: 10e EJK - 4.24,64
- 2011:  EK U23 - 4.20,55 (in serie 4.08,77)